# Интерфаза

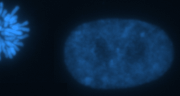
Клетки в стадии интерфазы (в центре) и телофазы (с левого края)

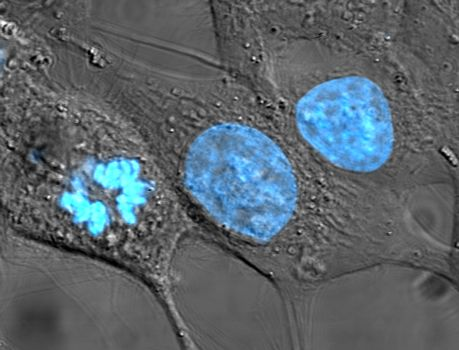
Раковые клетки человека HeLa. Ядро (особенно ДНК) подсвечено голубым цветом. Клетки в центре и справа находятся в интерфазе. Клетка слева находится в процессе митоза.

Интерфа́за (англ. interphase) — период клеточного цикла, подразделяющийся на G1-,G₀-, S- и G2-фазы. Во время интерфазы клетка готовится к будущему делению: растёт, удваивает количество цитоплазмы, клеточных белков и органелл. В S-фазе происходит удвоение ДНК и центросом (клеточных центров).

## Основные события
В типичной культуре клеток человека интерфаза занимает 23 часа 24-часового клеточного цикла. Клеточный рост наблюдается на протяжении всей интерфазы. Интерфаза не только обеспечивает временную задержку, позволяющую клетке расти, но также предоставляет клетке возможность оценить пригодность внешних и внутренних условий для удвоения ДНК и последующего деления. 

### G1-фаза(пресинтетический)
Фаза G1 наиболее важна с точки зрения контроля условий, в которых находится клетка. Её продолжительность в значительной мере определяется внешними условиями и сигналами от других клеток. Если условия не благоприятны для деления, то клетка задерживает прохождение через фазу G1 и даже может уйти в особое покоящееся состояние — G0-фазу. В этом состоянии клетки могут пребывать дни, недели и даже годы до возобновления пролиферации. Многие клетки находятся в G0 вплоть до собственной смерти или смерти организма. В ранней фазе G1 есть важная контрольная точка клеточного цикла, известная как точка рестрикции у млекопитающих или Старт у дрожжей. Если условия благоприятны и клетка получает от соседей сигналы роста и деления, то клетки проходят эту точку и после неё становятся коммитированными к удвоению ДНК, даже если внешние сигналы роста и деления исчезают.
В позднем митозе и G1-фазе начинается процесс инициации репликации ДНК: на ориджинах репликации (точках начала репликации) собирается мультибелковый пререпликативный комплекс. Иногда этот этап называют авторизацией (licensing) точек начала репликации, потому что инициация удвоения ДНК затрагивает только те точки, с которыми связан пререпликативный комплекс. 

### S-фаза(синтетический)

Схема центросомного цикла

В S-фазе, наряду с ростом клетки, происходят два важных события: удваиваются ДНК и центросомы (или клеточный центр). На удвоение ДНК приходится значительная часть клеточного цикла. Репликация ДНК активируется ровно один раз в клеточный цикл специальными циклинзависимыми киназами. В S-фазе компоненты пререпликативного комплекса, собравшегося на ориджинах репликации в фазе G1, инициируют сборку более крупного комплекса — преинициаторного комплекса. Он расплетает спираль ДНК и загружает на неё ДНК-полимеразы и другие белки репликации ДНК. После сборки преинициаторного комплекса компоненты пререпликативного комплекса диссоциируют, и сборка этого комплекса становится невозможной до следующей G1-фазы. Таким образом, точки начала репликации могут быть активированы только один раз за цикл.
Удвоение центросом начинается с инициации формирования новых центриолей около бывших дочерней и материнской центриолей при переходе клетки из фазы G1 в S-фазу. В ходе фаз S и G2 процентриоли растут до тех пор, пока не достигнут размеров исходных центриолей. При окончании роста образуется диплосома — одна из предшествующих центриолей с новосинтезированной центриолью, причём бывшая дочерняя центриоль становится материнской, а бывшая материнская центриоль сохраняет свой статус. В диплосоме центриоли перпендикулярны друг другу. По мере прохождения митоза расстояние между материнской и дочерней центриолями в каждой диплосоме увеличивается до тех пор, пока к концу анафазы диплосомы не разделяются. При разделении центриолей в диплосоме каждая из них окружается перицентриолярным материалом. Описанная последовательность событий составляет центросомный цикл.

### G2-фаза(постсинтетический)
Фаза G2 — это период быстрого клеточного роста и синтеза белка, в ходе которого клетка готовится к последующему делению. Интересно, что G2-фаза не является необходимой: клетки некоторых типов, например, клетки зародыша лягушки Xenopus и некоторых раковых опухолей переходят к митозу сразу после удвоения ДНК, то есть S-фазы. Механизмы регуляции фазы G2 изучены недостаточно. По одной из гипотез, продолжительность G2-фазы регулируется размером клетки. Такой механизм контроля был описан у дрожжей Schizosaccharomyces pombe. Биохимически фаза G2 завершается, когда достигается пороговая концентрация активного комплекса циклина B1 с циклинзависимой киназой 1 (Cdk1), также известного как фактор стимуляции созревания (англ. Maturation promoting factor). В фазе G2 имеется контрольная точка, которая останавливает клетки в фазе G2 при обнаружении повреждений в ДНК. Этот эффект достигается ингибированием активности Cdk1.